# Leontocaris alexander
Leontocaris alexander is een garnalensoort uit de familie van de Hippolytidae. De wetenschappelijke naam van de soort is voor het eerst geldig gepubliceerd in 2009 door Poore.